# HC Lada Togliatti
El HC Lada (del ruso: ХК Лада) es un club profesional de hockey sobre hielo con sede en Tolyatti, Rusia. El club fue fundado en 1976 y juega en la división Kharlamov de la Kontinental Hockey League.
Debido a la falta de un pabellón satisfactorio, la KHL expulsó al equipo en 2010. El equipo cayó un nivel a la Liga Suprema de Hockey (BVS) para la temporada 2010-11. Se les permitió volver a la KHL para la temporada 2014-15 después de la apertura del Lada Arena.

## Palmarés
IHL Championship (2): 1994, 1996

 IHL Cup (1): 1994

 IIHF Continental Cup (1): 2006

 European Cup (1): 1996
 Lada Cup (1): 2015